# Cortes de Monzón (1388)
Las Cortes Generales de Aragón fueron convocadas por el rey Juan I en Monzón, a finales de 1388 y se tuvieron que suspender en 1389, sin que se volvieran a reanudar en el reinado de Juan I.
El rey Juan planteó la amenaza de una posible invasión de Juan III de Armañac quien, con la excusa de unos derechos sobre el reino de Mallorca, a través de la infanta Isabel de Mallorca, quería obtener una compensación económica que le permitiese pagar las tropas que tenía desocupadas en medio de una tregua de la Guerra de los Cien Años. Las Cortes no concedieron ningún donativo para pagar esta extorsión y el conde de Armañac invadió el Ampurdán y llegó a las puertas de Gerona.
Por parte del principado de Cataluña, a causa de esta invasión se suspendieron las Cortes después de haber elegido una nueva terna de diputados de la Diputación del General de Cataluña con Miquel de Santjoan como diputado eclesiástico de la Diputación del General el 1 de junio de 1389. Se les concedieron amplios poderes como vender censales, nombrar diputados locales..., alienar bienes de la Generalidad y se les asignó un salario de 200 florines anuales. Se concedió una dotación económica para la lucha contra el conde de Armañac administrada por una terna independiente de diputados nombrados por las Cortes y formada por Ramón de Castlarí, Berenguer de Cruïlles y Ferrer de Gualbes. Comenzó un largo periodo sin Cortes en el cual se tuvo que reunir el Parlamento el 1 de julio de 1396 para nombrar unos administradores de la dotación concedida para la defensa contra el conde de Foix. También en 1396 se nombró a Alfonso de Tous para sustituir a Miquel de Santjoan al frente de la Generalidad de Cataluña, ya que este se tuvo que ausentar de Cataluña para preparar una embajada del papa al rey Martín el Humano que estaba en Sicilia.
| Predecesor: Cortes de Monzón-Fraga (1383) | Cortes Generales de la Corona de Aragón 1388 | Sucesor: Cortes de Monzón (1435)    |
| Predecesor: Cortes de Monzón-Fraga (1383) | Cortes Catalanas 1388                        | Sucesor: Cortes de Barcelona (1409) |